# Исправительно-трудовой лагерь

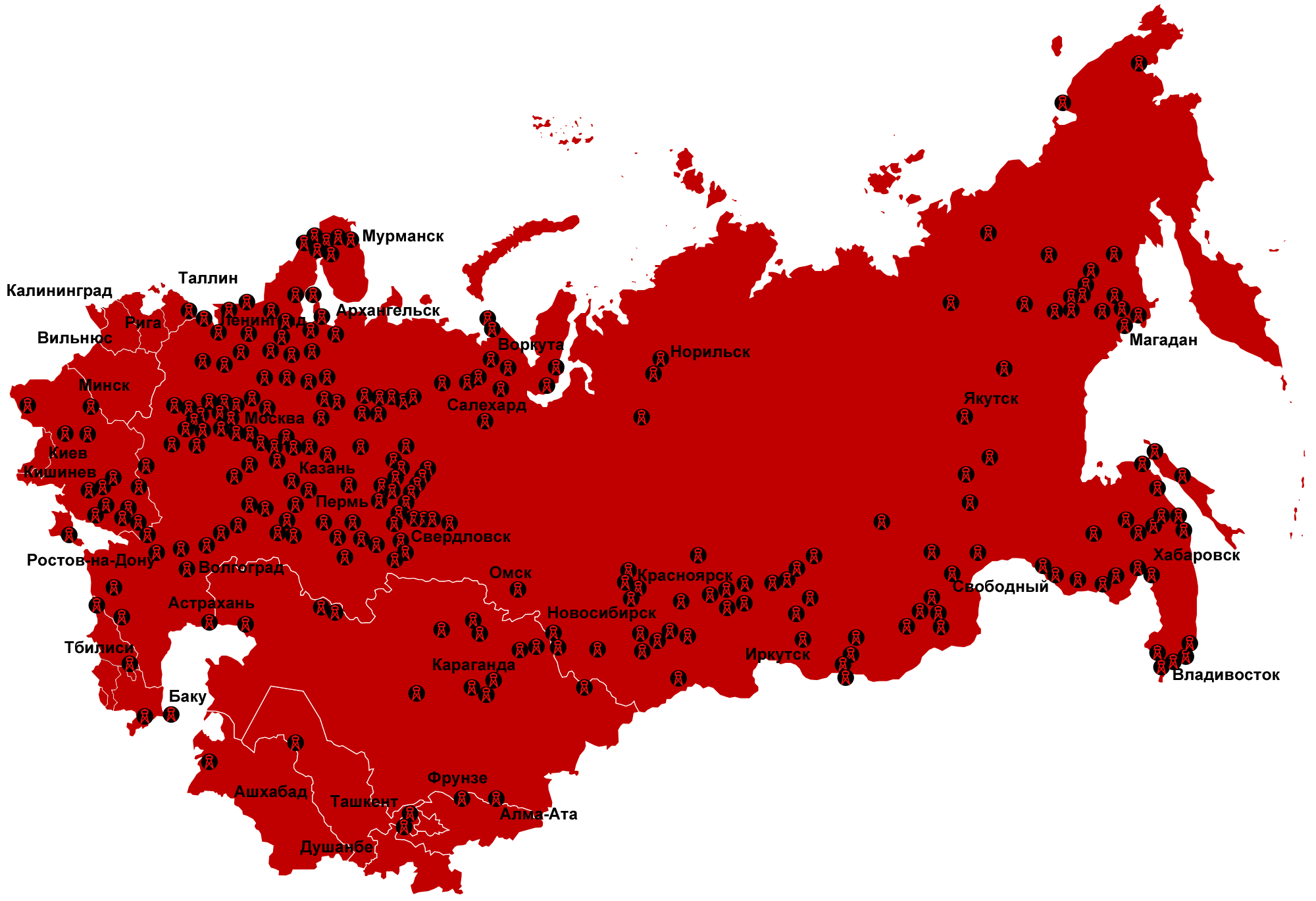
Интегральная карта лагерей системы ГУЛАГ, существовавших с 1923 по 1967 годы, на основании данных правозащитного общества «Мемориал»

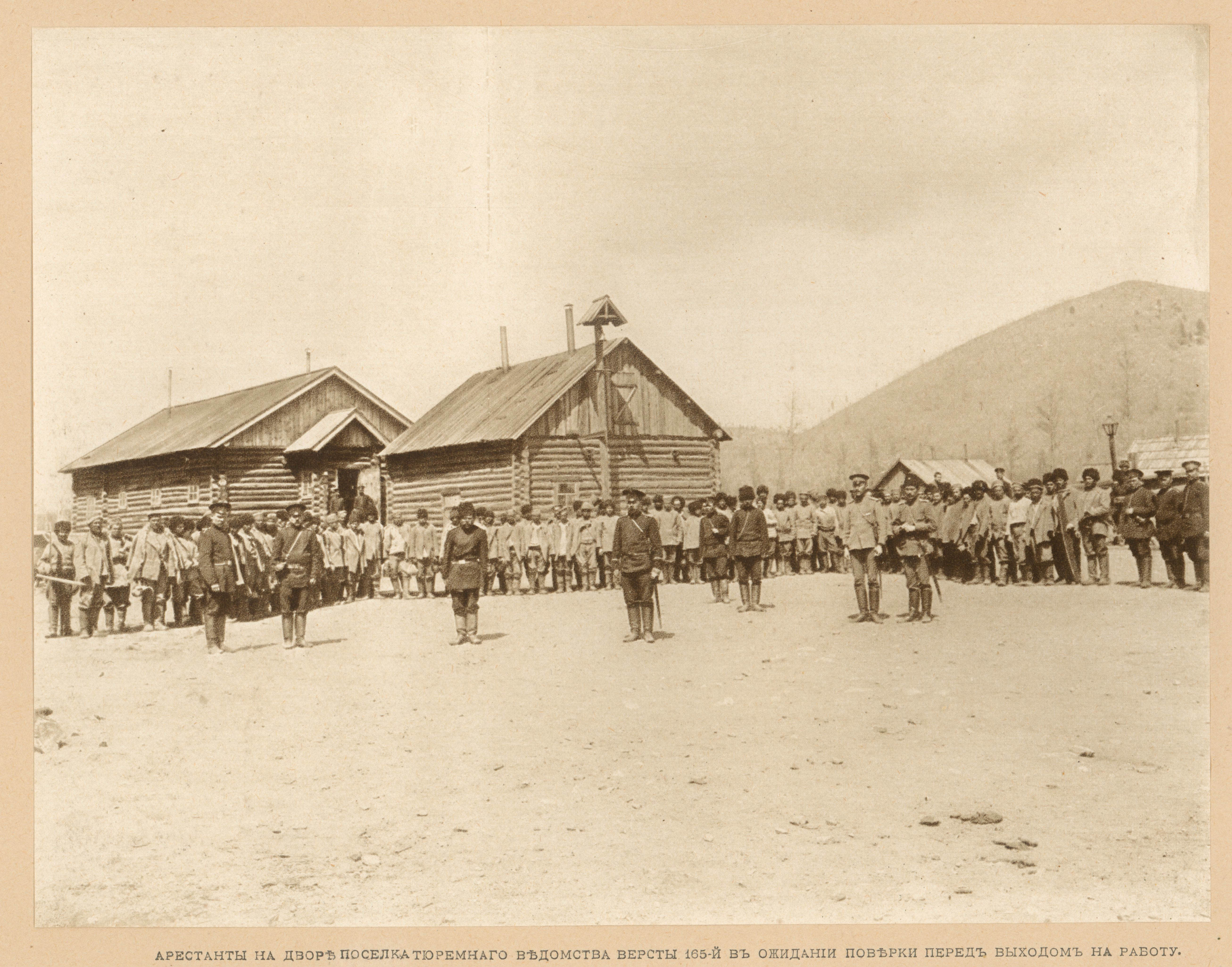
Арестанты на дворе посёлка тюремного ведомства версты 165-й в ожидании поверки перед выходом на работу. Постройка западной части Амурской железной дороги, 1908—1913 годы. Альбом гравюр с фотографических снимков линии. Исполнено в художественной мастерской товарищества Образование в Москве.

Исправи́тельно-трудово́й ла́герь (ИТЛ) — вид пенитенциарного учреждения. Под различными названиями и формами собственности подобные учреждения существуют практически во всём мире (что обусловлено необходимостью снижения расходов на пенитенциарную систему путём её самообеспечения и преобразования пенитенциарных учреждений в самостоятельные субъекты хозяйственной деятельности), но с названием «исправительно-трудовой лагерь» учреждения такого типа существовали только в Союзе ССР.

## Формирование исправительно-трудовой системы в СССР
В Российской империи к 1917 году большинство тюрем подчинялись Главному тюремному управлению (ГТУ) Министерства юстиции, которое работало совместно с  губернскими органами Министерства внутренних дел. Сразу же после Февральской революции (переворота) 1917 года была объявлена широкая амнистия заключённым, число заключённых в сентябре 1917 года составило чуть более 34 000 человек, тогда как дореволюционный максимум в 1912 году составлял 184 000 человек; к 1916 году в результате массового набора в армию молодых мужчин количество арестантов упало до 142 000 человек.
ГТУ было переименовано в Главное управление местами заключения (ГУМЗ) с тюремными инспекциями на местах, над которыми центр быстро терял контроль. Это ведомство после Октябрьской революции (переворота) перешло в состав народного комиссариата юстиции (НКЮ), созданный вместо одноимённого министерства. Поскольку новое руководство не доверяло старым кадрам,  контроль над исправительными учреждениями продолжал ослабевать, к тому же из-под юрисдикции центра отпало много территорий бывшей Российской Империи.
В апреле 1918 года ГУМЗ был распущен и заменён Центральным карательным отделом (ЦКО), который в июле 1918 года опубликовал «Временную инструкцию НКЮ» о создании новой системы мест заключения. Она должна была основываться на двух принципах:
- самоокупаемость (доходы от труда заключенных должны покрывать расходы правительства на содержание мест заключения);
- полное перевоспитание заключенных[4].

В Советской России в 1918-22 годах было пять типов лагерей принудительных работ:
- лагеря особого назначения;
- концентрационные лагеря общего типа;
- производственные лагеря;
- лагеря для военнопленных;
- лагеря-распределители[5].

Однако в документах НКВД РСФСР термины «лагерь принудительных работ» и «концентрационный лагерь» использовали часто как синонимы; встречается и название «концентрационные трудовые лагеря», так что скорее всего это разделение на типы во многом было формальным. Кроме того, при необходимости (например, при подавлении Тамбовского восстания) организовывались временные полевые лагеря.
До 1929 года места заключения в Союзе ССР находились в ведении народных комиссариатов внутренних дел союзных республик (УССР, БССР и так далее), лишь созданный в 1923 году Соловецкий лагерь особого назначения (СЛОН) и политизоляторы находились в ведении ОГПУ. Заключенных не рассматривали как дешевую рабочую силу, в лучшем случае рассчитывали лишь на то, что их труд покроет затраты на содержание мест лишения свободы. Возможно, одна из причин тому — расположение большинства мест лишения свободы в достаточно густонаселенных районах, где не было дефицита рабочей силы. Но в 1929 году было решено использовать опыт СЛОН (отделения которого к этом времени располагались не только на Соловецких островах, но и на материке) и сделать основным типом мест заключения исправительно-трудовые лагеря, расположенные там, куда не хотели ехать вольнонаёмные рабочие. При этом особое значение получили лесозаготовки, так как лес в тот период был одной из главных экспортных статей СССР, и занятые на лесоповале заключенные (особенно в районах, где возможности привлечения вольнонаемных рабочих были крайне ограничены) становились добытчиками иностранной валюты, остро необходимой для выполнения первого пятилетнего плана.
Наименование «исправительно-трудовой лагерь» впервые было употреблено 27 июня 1929 года на заседании Политбюро ЦК ВКП(б).
11 июля 1929 года постановлением Совета народных комиссаров СССР «Об использовании труда уголовно-заключённых» создавались две параллельные структуры мест лишения свободы: в ведении ОГПУ СССР и в ведении республиканских НКВД. Основу первой структуры составляли исправительно-трудовые лагеря для осужденных к лишению свободы на срок свыше трёх лет, а вторая структура включала места лишения свободы для лиц, осужденных на срок до трёх лет, для содержания которых следовало организовать сельскохозяйственные и промышленные колонии (исправительно-трудовые колонии, ИТК).
Согласно постановлению ЦК КПСС и СМ СССР 1443—719с от 25 октября 1956 года все ИТЛ Министерства внутренних дел СССР должны были быть переданы в подчинение министерств внутренних дел союзных республик и впоследствии реорганизованы в ИТК.
Заключённые ИТЛ в массовом порядке принимали участие на строительстве каналов, дорог, промышленных и других объектов на Крайнем Севере, Дальнем Востоке и в других регионах.